# Krzysztof Gierat
Krzysztof Gierat, C.M.F., (Dębiny, 5 de abril de 1965) é um padre claretiano polonês da Igreja Católica, atual oficial do Dicastério para os Institutos de Vida Consagrada e Sociedades de Vida Apostólica.

## Biografia
Padre Krzysztof nasceu em 5 de abril de 1965 em Dębiny, Województwo kujawsko-pomorskie, Polônia. Fez a Primeira Profissão na Congregação em 8 de setembro de 1985 em Jelenia Gora e, depois de quatro anos, a Profissão Perpétua em Wrocław, na mesma data. 
Foi ordenado sacerdote em 18 de maio de 1991 em Wrocław. Obteve o Doutorado em Direito Canônico na Katolicki Uniwersytet Lubelski depois de estudar de 1 de outubro de 1991 a 15 de julho de 1999. 
Durante o Capítulo Provincial da Polônia em 2004, foi eleito Superior Provincial. Exerceu esse cargo por dois mandatos (2004-2010 e 2010 -2016). Posteriormente, serviu como Superior Local de Misjonarze Klaretyni – Seminarium. 
Em 29 de abril de 2019, o Vaticano o nomeou para o cargo de Secretariado da Congregação para os Institutos de Vida Consagrada e Sociedades de Vida Apostólica (CIVCSVA) como Oficial de Secretariado 2ª classe. 
No dia 13 de junho de 2019, o superior geral da Congregação Claretiana, Pe. Mathew Vattamattam, designou-o para a Comunidade da Cúria Geral a serviço do Governo Federal e da CIVCSVA e tempos depois o nomeou Postulador Geral da ordem.
Em 14 de outubro de 2024, o Papa Francisco o nomeou como Capo Ufficio do Subsecretário do Dicastério para os Institutos de Vida Consagrada e Sociedades de Vida Apostólica.